# Raffaëla Anderson
Raffaëla Anderson, pseudonimo di Malika Amrane (Montfermeil, 8 gennaio 1976), è un'ex attrice pornografica e scrittrice francese.

## Biografia
Entra nel business della pornografia francese nel 1995 all'età di diciannove anni, e lascia nell'arco di sei anni. La Anderson interpreta il ruolo di Manu nel controverso film del 2000, Baise moi - Scopami, film mainstream, che racconta la vita di due donne che si imbarcano in un viaggio fatto di sesso e violenza. Nel 2004 ha recitato anche nel film Amour de femme, dove interpreta il ruolo di un'insegnante che si innamora di una donna sposata.
Nel 2005 ha partecipato, insieme ad altri nove attori pornografici, in attività o meno, al documentario Une vie classée X di Mireille Darc per la rete televisiva France 3. Nel documentario, la Anderson rivela di aver perso la verginità davanti ad una telecamera, dello stupro subito da due uomini che l'avevano riconosciuta e della depressione che l'aveva colpita. In seguito ha scritto un libro, Hard, nel quale descrive la sua esperienza nel cinema hardcore e gli abusi subiti. Successivamente racconta nuovamente la propria esperienza nel documentario La Petite Morte. Nel 2006 ha pubblicato il suo secondo libro Tendre violence, narrazione della propria infanzia in una famiglia musulmana.

## Filmografia
- Chasseur de culottes (1995)
- Euro-max 4 (1995)
- Intimité violée par une femme 26 (1995)
- King de ces Dames (1995)
- L'école de Laetitia 6 (1995)
- L'école de Laetitia 7 en plein air (1995)
- Poing c'est tout (1995)
- Rumpman Goes To Cannes (1995)
- Teeny Exzesse 36: Pussy Trainer (1995)
- World Sex Tour 2 (1995)
- Exhibitions a Paris 2 (1996)
- Les infirmières de Laetitia 3 (1996)
- Pralle Euter stramme Schwanze (1996)
- Body Business (1997)
- Bose Madchen 5 (1997)
- Cyberix (1997)
- Euro Mania (1997)
- European Cuntinent 2 (1997)
- Fantasmotron 2 (1997)
- Faust Fucker 9: Drei Fauste im Arsch (1997)
- Fetish Therapy (1997)
- Huren (1997)
- Lecons d'exhib 1 (1997)
- Triple X 23 (1997)
- Dr. F. Otze 1 (1998)
- Dr. F. Otze 2 (1998)
- Exhibitions 1999 (1998)
- Extrem 10: Bizarre Kreuzzuge (1998)
- Extrem 9: Lust-Bazar (1998)
- Faust Fucker 10: Die Faust im Loch (1998)
- Hotsex 15: Pulp Fixion (1998)
- Lecons d'exhib 9 (1998)
- Lesbos Extreme: Gut gebaut und top versaut (1998)
- Schau wie ich die Teenies ficke 1 (1998)
- Tempel der Perversionen (1998)
- Truffa in Riviera (1998)
- Wild Country Babes (1998)
- Extrem 12: Schlammfotzen (1999)
- Perverse Sex-Barone (1999)
- Tierisch: Wenn Manner sich wie Tiere fuhlen (1999)
- Anmacherinnen 9: Arschgeile Flittchen (2000)
- Top Teens Gallery (2000)
- Baise moi - Scopami (2000)
- Villa Perversa (2000)
- Bisexual Madness (2001)
- Very Best of Babette Blue (2001)
- Zoccole del fiume (2008)

## Opere
- Hard, 2001 - Grasset Ed. - ISBN 2246615119
- Tendre violence, 2006 - Jean-Claude Lattès Ed. - ISBN 2709628287